# Linear Technology
Linear Technology Corporation (тепер частина компанії Analog Devices) виробляє і реалізує широку лінійку стандартних високоякісних аналогових інтегральних схем. Галузь застосування продукції компанії включає в себе засоби телекомунікації, стільникові телефони, мережеві продукти, ноутбуки та стаціонарні комп'ютери, відео/мультимедіа, промислові прилади, автомобільну електроніку, засоби автоматизації виробництва та управління технологічними процесами, а також військові і космічні системи.
Компанію було засновано у 1981 році колишнім співробітником Fairchild Semiconductor — Робертом Суонсоном разом із трьома його давніми колегами. У серпні 2010 року Forbes назвав Linear Technology "однією з найбільш прибуткових компаній технічної галузі".

## Продукція
На листопад 2013 року компанія виробляє більш ніж 7500 продуктів, що включають в себе операційні підсилювачі, компаратори, перетворювачі постійного струму, схеми інтерфейсів зв'язку, перетворювачі сигналів і даних, тощо.
Крім того, компанія підтримує розробку безкоштовного симулятора аналогових електричних кіл на основі SPICE, що містить в собі редактор схем .

## Розташування
Штаб-квартира корпорації знаходиться в Мілпітасі, Каліфорнія. У США компанія має центри розробки у Фініксі, штат Аризона; Грасс-Веллі, Каліфорнія; Санта-Барбара, Каліфорнія; Колорадо Спрінгз, штат Колорадо; Північний Челмсфорд, штат Массачусетс; Манчестер, Нью-Гемпшир; Кері, Північна Кароліна; Плано, Техас; і Берлінгтон, Вермонт. За межами США компанія має у розпорядженні центри розробки в Мюнхені та Сінгапурі.
Установки виготовлення вафельних виробів компанії розташовані в Камасі, Вашингтоні та Мілпітасі, Каліфорнія.